# Phycus
Phycus är ett släkte av tvåvingar. Phycus ingår i familjen stilettflugor.

## Dottertaxa tillPhycus, i alfabetisk ordning[1]
- Phycus analis
- Phycus angustifrons
- Phycus annulipes
- Phycus appendiculatus
- Phycus atripes
- Phycus bicolor
- Phycus borneoensis
- Phycus breviscapus
- Phycus brunneus
- Phycus dioctriaeformis
- Phycus flavus
- Phycus freidbergi
- Phycus frommeri
- Phycus frontalis
- Phycus fulvus
- Phycus gracilis
- Phycus hauseri
- Phycus imitans
- Phycus insignis
- Phycus kerteszi
- Phycus kroberi
- Phycus lacteipennis
- Phycus marginatus
- Phycus minutus
- Phycus mirabilis
- Phycus niger
- Phycus obscuripes
- Phycus pallidicornis
- Phycus quatiens
- Phycus robustus
- Phycus rufiventris
- Phycus rufofemoralis
- Phycus rufofemoratus
- Phycus stylatus